# Liste der Naturdenkmale in Kippenheim
| Naturdenkmale | Anzahl |
| ------------- | ------ |
| FND           | 0      |
| END           | 3      |
| Gesamt        | 3      |

Die Liste der Naturdenkmale in Kippenheim nennt die verordneten Naturdenkmale (ND) der im baden-württembergischen Ortenaukreis liegenden Gemeinde Kippenheim. In Kippenheim gibt es insgesamt drei als Naturdenkmal geschützte Objekte, keines ist ein flächenhaftes Naturdenkmal (FND), alle sind Einzelgebilde-Naturdenkmale (END).
Stand: 1. November 2016.

## Einzelgebilde (END)
| Name                              | Bild | Kennung     | Einzelheiten | Position | Fläche Hektar | Datum         |
| --------------------------------- | ---- | ----------- | ------------ | -------- | ------------- | ------------- |
| Linde                             |      | 83170590001 | Kippenheim   | ???      | 0,0           | 3. Juli 1956  |
| 1 Wellingtonie (Sequoia gigantea) |      | 83170590003 | Kippenheim   | ???      | 0,0           | 27. Juni 1980 |
| 2 Schloßbrunnen-Platanen          |      | 83170590002 | Kippenheim   | ???      | 0,0           | 27. Juni 1980 |
| Legende für Naturdenkmal          |      |             |              |          |               |               |